# Jonas Hoff Oftebro
Jonas Hoff Oftebro (Oslo, 7 maggio 1996) è un attore e doppiatore norvegese.

## Biografia
Jonas Hoff Oftebro è nato ad Oslo il 7 maggio 1996, figlio degli attori Nils Ole Oftebro ed Anette Hoff. Ha due fratellastri, Jakob, anch'egli attore, ed Elisabeth.
Ha esordito come attore nel 2009 recitando nel film La banda Olsen alla ricerca dell'oro nero. L'anno seguente recitò nel suo sequel, La banda Olsen e il re dei ladri.  Tra gli altri film nei quali ha recitato sono da ricordare The Wave (2015), Satisfaction 1720 (2016), Los Bando (2018), The Quake - Il terremoto del secolo (2018) e The Birds (2019).
Ha recitato anche in alcune serie televisive come Erobreren, Neste Sommer e Ragnarok.
In Norvegia è stato attivo come doppiatore in film d'animazione e cartoni animati.

## Filmografia

### Cinema
- La banda Olsen alla ricerca dell'oro nero (Olsenbanden jr. og det sorte gullet), regia di Arne Lindtner Næss (2009)
- La banda Olsen e il re dei ladri (Olsenbanden jr. Mestertyvens skatt), regia di Arne Lindtner Næss (2010)
- The Wave (Bølgen), regia di Roar Uthaug (2015)
- Satisfaction 1720 (Tordenskjold & Kold), regia di Henrik Ruben Genz (2016) non accreditato
- Børning 2 - Corsa tra i ghiacci (Børning 2), regia di Hallvard Bræin (2016)
- Los Bando, regia di Christian Lo (2018)
- The Quake - Il terremoto del secolo (Skjelvet), regia di John Andreas Andersen (2018)
- The Birdcatcher, regia di Ross Clarke (2019)
- The Birds, regia di Anders T. Andersen (2019)

### Televisione
- Erobreren – miniserie TV, 2 episodi (2012)
- Neste Sommer – serie TV, 2 episodi (2015)
- Helt perfekt – serie TV, 1 episodio (2019)
- Ragnarok – serie TV, 3 episodi (2020)

## Doppiatori italiani
Nelle versioni in italiano delle opere in cui ha recitato, Jonas Hoff Oftebro è stato doppiato da:
- Leonardo Della Bianca in The Quake - Il terremoto del secolo
- Leonardo Caneva in Ragnarok
- Manuel Meli in The Wave